# 眼鏡橋
眼鏡橋是一種橋梁的種類，為兩個相連的拱橋組合而成，兩個拱橋在河水的倒印之下，拱橋和倒影會合成類似眼鏡的畫面，因此得到「眼鏡橋」的名稱。
此類橋梁通常建於河道不寬的地方，加上在河水暴漲時容易阻礙水流，因而後來遭到大量拆除，未被拆除的橋梁通常是以古蹟的理由被保留下來。
在日本知名度最高的眼鏡包括位於長崎縣長崎市和諫早市的兩座眼鏡橋，這兩座橋梁分別於1960年及1958年被日本政府列入國家重要文化財。

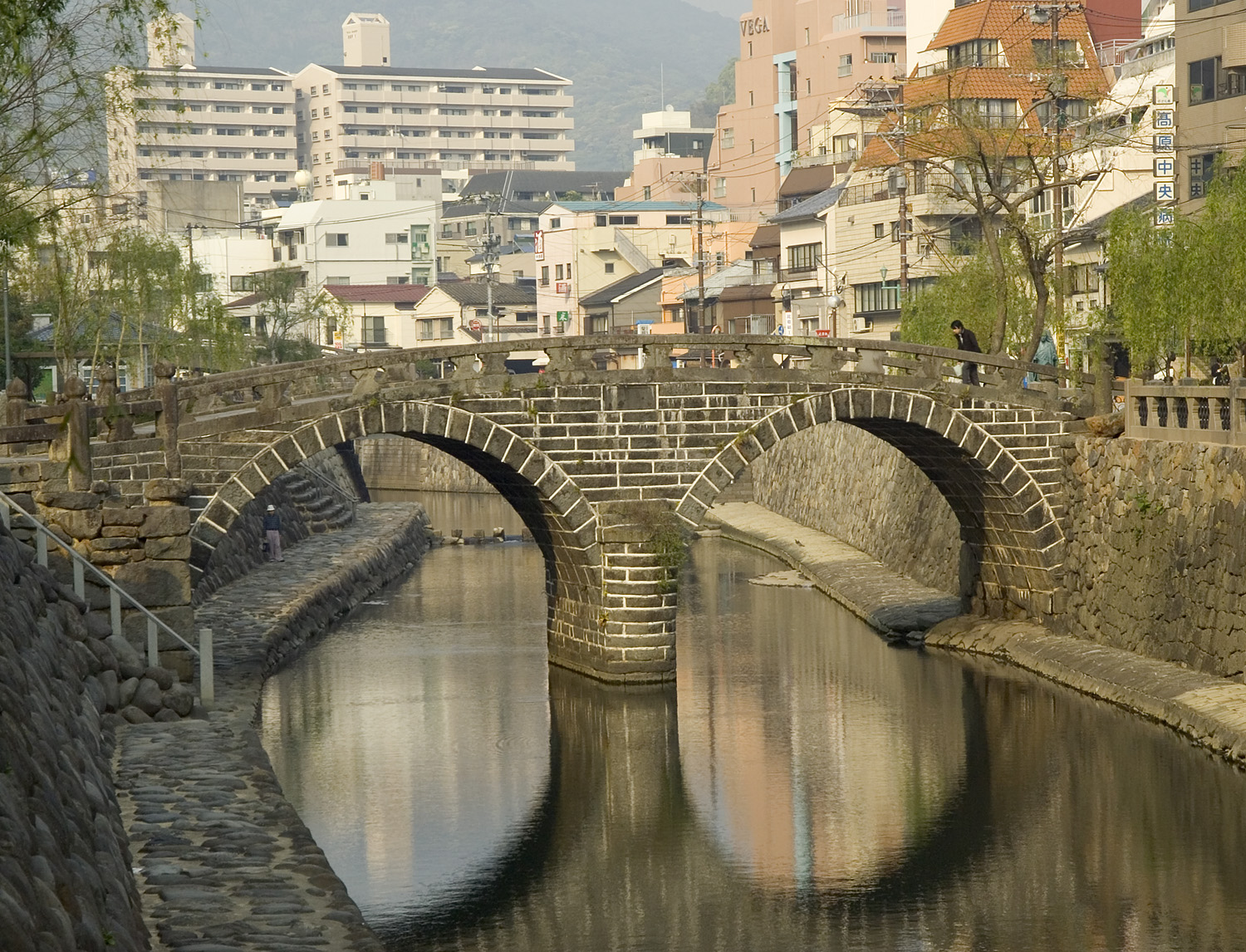
位於長崎市的眼鏡橋
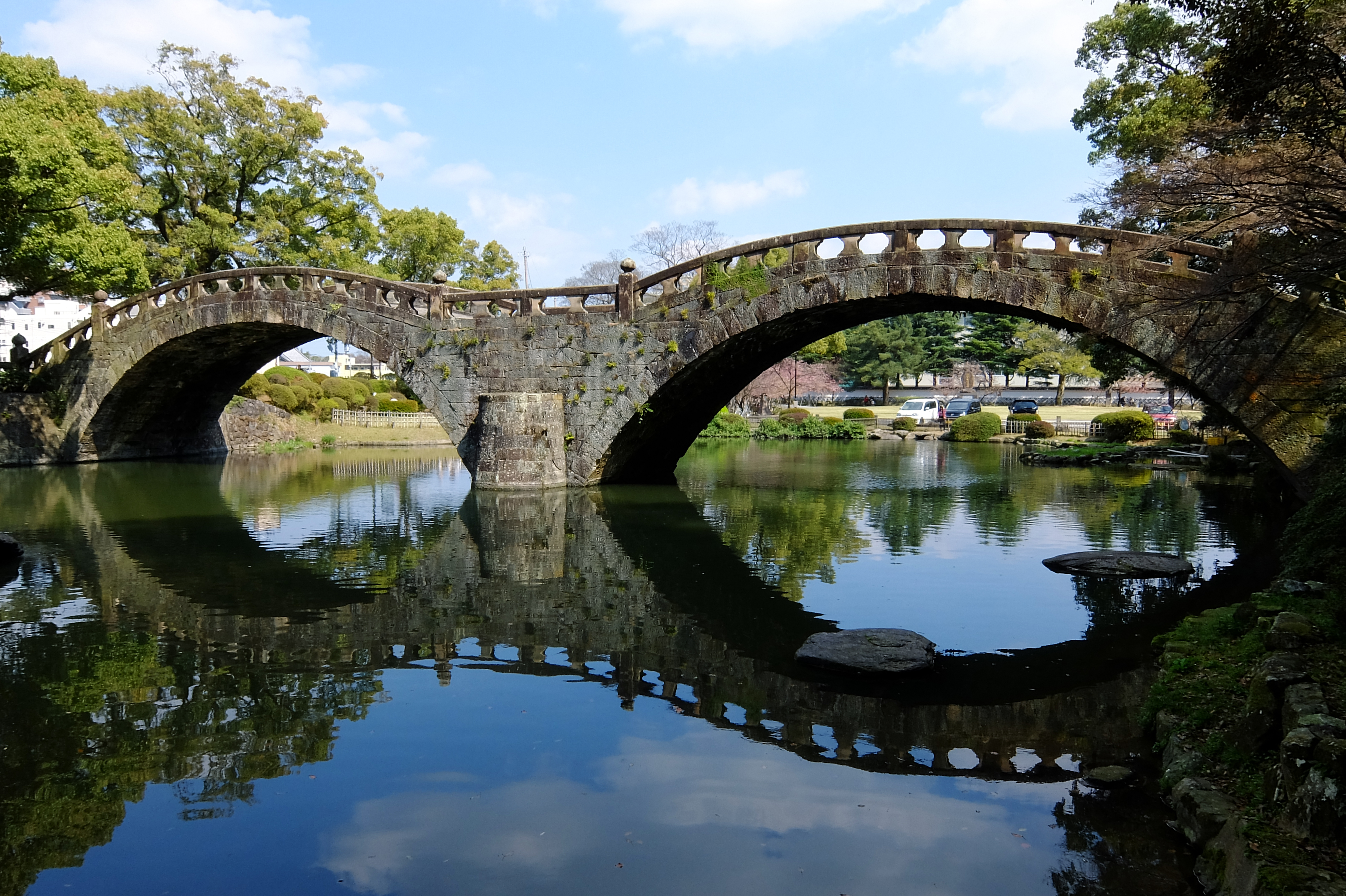
位於諫早市的眼鏡橋